# Juan Francisco Torres Belén
Juan Francisco Torres Belén (Crevillent, 9 januari 1985) – alias Juanfran – is een Spaans voormalig voetballer die doorgaans als rechtsback speelde. Juanfran debuteerde in 2012 in het Spaans voetbalelftal.

## Clubcarrière
Juanfran speelde aanvankelijk als aanvallende middenvelder. Bij Real Madrid doorliep hij de jeugdopleiding en in het seizoen 2003/04 maakte hij zijn debuut in het eerste elftal. Na zes competitiewedstrijden in twee seizoenen verhuur de club Juanfran aan RCD Espanyol. Ook in het seizoen 2006/07 was er geen plaats bij Real Madrid voor de middenvelder. Daarop vertrok hij definitief, naar CA Osasuna. Juanfran speelde vier seizoenen met de club in de Primera División, waarna hij in januari 2011 overstapte naar Atlético Madrid. Hier vormde trainer Diego Simeone hem om van aanvallende middenvelder tot rechtervleugelverdediger. Met Los Colchoneros won hij in 2012 de UEFA Europa League, in 2013 de Copa del Rey en in 2014 het Spaanse landskampioenschap. Juanfran schoot op 15 maart 2016 de beslissende strafschop raak in de strafschoppenserie van de achtste finale van de Champions League 2015/16 tegen PSV, waarmee hij zich met Atlético Madrid voor de kwartfinale van het toernooi plaatste. Juanfran miste op 28 mei 2016 als enige een strafschop in de strafschoppenserie van de finale van de Champions League 2015/16 (bal op de paal), waarna Cristiano Ronaldo namens Real Madrid raak schoot en Atlético Madrid de wedstrijd verloor. Hij verruilde Atlético Madrid in augustus 2019 transfervrij voor São Paulo.

## Clubstatistieken
| Seizoen | Club            | Competitie       | Wed. | Goals |
| ------- | --------------- | ---------------- | ---- | ----- |
| 2003/04 | Real Madrid     | Primera División | 5    | 0     |
| 2004/05 | Real Madrid     | Primera División | 1    | 0     |
| 2005/06 | → Espanyol      | Primera División | 30   | 1     |
| 2006/07 | Osasuna         | Primera División | 28   | 2     |
| 2007/08 | Osasuna         | Primera División | 34   | 3     |
| 2008/09 | Osasuna         | Primera División | 35   | 2     |
| 2009/10 | Osasuna         | Primera División | 33   | 4     |
| 2010/11 | Osasuna         | Primera División | 18   | 1     |
| 2010/11 | Atlético Madrid | Primera División | 15   | 1     |
| 2011/12 | Atlético Madrid | Primera División | 26   | 0     |
| 2012/13 | Atlético Madrid | Primera División | 35   | 1     |
| 2013/14 | Atlético Madrid | Primera División | 35   | 0     |
| 2014/15 | Atlético Madrid | Primera División | 35   | 0     |
| 2015/16 | Atlético Madrid | Primera División | 35   | 1     |
| 2016/17 | Atlético Madrid | Primera División | 23   | 0     |
| 2017/18 | Atlético Madrid | Primera División | 17   | 0     |
| 2018/19 | Atlético Madrid | Primera División | 22   | 0     |
| 2019    | São Paulo       | Série A          | 0    | 0     |

Bijgewerkt tot en met 18 mei 2019

## Interlandcarrière
In juni 2005 was Juanfran met het Spaans jeugdelftal actief op het wereldkampioenschap voetbal onder 20 in Nederland. In de achtste finale had Juanfran met twee doelpunten tegen Turkije een belangrijk aandeel in de uiteindelijke 3–0 overwinning. Het team met verder onder andere Cesc Fàbregas (Arsenal), Jonathan Soriano (Espanyol) en Llorente (Athletic Bilbao) werd in de kwartfinale door latere kampioen Argentinië uitgeschakeld.
Juanfran behoorde in 2012 tot de Spaanse selectie voor het Europees kampioenschap voetbal 2012. Hij debuteerde op 26 mei 2012 in het Spaans nationaal elftal in een oefeninterland tegen Servië. Op het toernooi kwam hij niet in actie. In een vriendschappelijke interland tegen Equatoriaal-Guinea op 16 november 2013 maakte Juanfran zijn eerste interlanddoelpunt. Na een doelpunt na 13 minuten van Santi Cazorla besliste Juanfran enkele minuten voor rust de eindstand op 0–2. Op 17 mei 2016 werd hij opgenomen in de Spaanse selectie voor het Europees kampioenschap voetbal 2016 in Frankrijk. Spanje werd in de achtste finale uitgeschakeld door Italië (2–0).

## Erelijst
| Competitie                |          |                  |          |          |
| Competitie                | Aantal   | Jaren            |          |          |
| Espanyol                  | Espanyol | Espanyol         | Espanyol | Espanyol |
| ------------------------- | -------- | ---------------- | -------- | -------- |
| Copa del Rey              | 1x       | 2005/06          |          |          |
| Atlético Madrid           |          |                  |          |          |
| UEFA Europa League        | 2x       | 2011/12, 2017/18 |          |          |
| UEFA Super Cup            | 2x       | 2012, 2018       |          |          |
| Kampioen Primera División | 1x       | 2013/14          |          |          |
| Copa del Rey              | 1x       | 2012/13          |          |          |
| Supercopa                 | 1x       | 2014             |          |          |
| Spanje                    |          |                  |          |          |
| Europees kampioen         | 1x       | 2012             |          |          |
| Spanje –19                |          |                  |          |          |
| Europees kampioen –19     | 1x       | 2004             |          |          |

1 Casillas  ·
2 Albiol ·
3 Piqué ·
4 Martínez ·
5 Juanfran ·
6 Iniesta ·
7 Pedro ·
8 Xavi ·
9 Torres ·
10 Fàbregas ·
11 Negredo ·
12 Valdés ·
13 Mata ·
14 Alonso ·
15 Ramos ·
16 Busquets ·
17 Arbeloa ·
18 Alba ·
19 Llorente ·
20 Cazorla ·
21 Silva ·
22 Navas ·
23 Reina ·
Coach: Del Bosque
1 Casillas  ·
2 Albiol ·
3 Piqué ·
4 Martínez ·
5 Juanfran ·
6 Iniesta ·
7 Villa ·
8 Xavi ·
9 Torres ·
10 Fàbregas ·
11 Pedro ·
12 De Gea ·
13 Mata ·
14 Alonso ·
15 Ramos ·
16 Busquets ·
17 Koke ·
18 Alba ·
19 Costa ·
20 Cazorla ·
21 Silva ·
22 Azpilicueta ·
23 Reina ·
Coach: Del Bosque
1 Casillas ·
2 Azpilicueta ·
3 Piqué ·
4 Bartra ·
5 Busquets ·
6 Iniesta ·
7 Morata ·
8 Koke ·
9 Vázquez ·
10 Fàbregas ·
11 Pedro ·
12 Bellerín ·
13 De Gea ·
14 Thiago ·
15 Ramos  ·
16 Juanfran ·
17 San José ·
18 Alba ·
19 Soriano ·
20 Aduriz ·
21 Silva ·
22 Nolito ·
23 Rico ·
Coach: Del Bosque